# Prawo Fundamentalne Watykanu
Prawo Fundamentalne Watykanu (pot. konstytucja Watykanu, wł. Legge fondamentale dello Stato della Città del Vaticano) – najważniejszy akt prawny (konstytucja) regulujący ustrój prawny Watykanu. Obecny akt ogłosił papież Franciszek 13 maja 2023 r. Wszedł w życie 7 czerwca 2023 r. Poprzednia ustawa została promulgowana przez papieża Jana Pawła II 26 listopada 2000 r. i weszła w życie 22 lutego 2001 r.  Zastąpiła pierwsze Prawo Fundamentalne z 7 czerwca 1929 r. ogłoszone przez Piusa XI. Konstytucję Watykanu opublikowano w dodatku do Acta Apostolicae Sedis. Ustawa z 2023 r. składa się  z 24 artykułów (poprzednia zawierała ich 20).
Preambuła do ustawy z 2000 r. miała brzmienie:

Świadomy konieczności nadania systematycznej i organicznej formy kolejno wprowadzonym zmianom w porządku prawnym Państwa Miasto Watykan i chcąc, aby porządek ten coraz lepiej odpowiadał instytucjonalnym celom Państwa, które istnieje jako skuteczna gwarancja wolności Stolicy Apostolskiej i środek zabezpieczenia rzeczywistej i widzialnej niezależności Biskupa Rzymskiego w pełnieniu jego misji w świecie, naszym Motu Proprio — kierując się niezawodną wiedzą i w pełni naszej suwerennej władzy, nakazaliśmy i nakazujemy jak poniżej, aby przestrzegano jako Ustawy Państwa:

## Symbole Watykanu (art. 23)

Flaga
Herb
Pieczęć